# Аллегри, Грегорио
Грего́рио Алле́гри (итал. Gregorio Allegri; 1582, Рим — 17 февраля 1652, Рим) — итальянский композитор и священник, представитель Римской школы композиторов. Один из крупнейших мастеров итальянской вокальной полифонии 1-й половины XVII века. Служил певчим в кафедральных соборах в Фермо и Тиволи, где проявил себя также в качестве композитора.

## Биография
Аллегри начал изучать музыку под руководством Джованни Мария Нанино, близкого друга Джованни Пьерлуиджи да Палестрины. После окончания обучения, в ходе которого Аллегри познакомился с музыкой Палестрины, оказавшей на него сильное влияние, он получил место в соборе итальянского города Фермо. Здесь он сочинил большое количество церковных песнопений и другой священной музыки, которая была положительно отмечена римским папой Урбаном VIII, и вознаграждена назначением Аллегри руководителем хора Сикстинской Капеллы в Риме. На этом месте он прослужил с декабря 1629 до самой смерти.
Среди музыкальных сочинений Аллегри выделяются два больших цикла концертов для пяти голосов, изданных в 1618 и 1619 годах, два цикла церковных песнопений для шести голосов, изданных в 1621, пять месс и многочисленные другие церковные сочинения, многие из которых так и не были изданы при его жизни. Большая часть изданной музыки Аллегри написана в более прогрессивном стиле раннего барокко нежели Ренессанса, в особенности инструментальная музыка. Однако его работа для Сикстинской Капеллы ведет своё начало от стиля Палестрины эпохи позднего Ренессанса.

## «Miserere»
Самое знаменитое сочинение Аллегри — Miserere (Miserere mei, Deus) на текст Псалма № 50. Произведение написано для 2-х хоровых составов из пяти и четырёх голосов, в технике итальянского фобурдона (свободная гармонизация псалмового тона). «Miserere» Аллегри исполнялось ежегодно в течение многих лет на Страстной неделе в Сикстинской Капелле.
Miserere — один из самых поздних музыкальных шедевров эпохи Возрождения, фактически, оно было написано приблизительно на стыке Ренессанса и начала барокко.
Долгое время партитура сочинения была «засекречена» и недоступна для широкой публики, так как Ватикан, хранитель единственной копии рукописи, желал сохранить секрет шедевра в тайне и запретил копирование Miserere под угрозой отлучения от Церкви. К партитуре имели доступ только музыканты, исполнявшие его один раз в год в Сикстинской Капелле. Дарованием сочинения широкой публике мир обязан гению юного Моцарта, посетившего с отцом Ватикан в 1770 году. 14-летний Моцарт, услышавший исполнение Miserere, запомнил его целиком на слух и в точности записал по памяти, таким образом создав «контрафактную» копию. Вариант, записанный Моцартом, не сохранился.
В 1771 ноты Miserere были изданы в Англии известным путешественником и историком музыки доктором Бёрни.
Оригинальная ватиканская рукопись была издана значительно позже в Лейпциге издательством «Breitkopf und Härtel».